# Ib Storm Larsen
Ib Storm Larsen (ur. 28 września 1925 w Faaborgu, zm. 4 stycznia 1991 w Algarve) – duński wioślarz, srebrny medalista olimpijski.
Wystąpił na igrzyskach olimpijskich w Londynie w 1948, gdzie osada Danii w składzie: Helge Halkjær, Aksel Bonde Hansen, Helge Muxoll Schrøder i Ib Storm Larsen wywalczyła srebrny medal w czwórkach bez sternika. W finale o 4,5 przegrali z Włochami, a o 4,2 sekundy pokonali osadę USA. Był to jego jedyny start olimpijski.